# イスマール・エルボーゲン

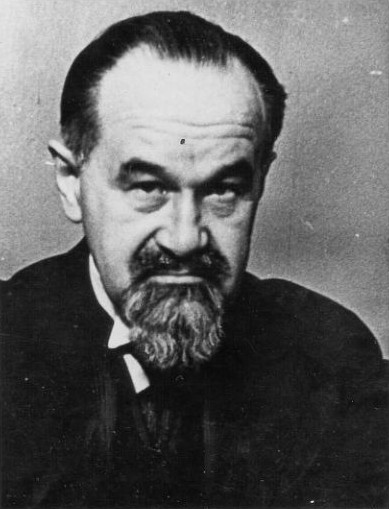
イスマール・エルボーゲン

イスマール・エルボーゲン（Rabbi Ismar Elbogen, 1874年9月1日 - 1943年8月1日）はドイツのユダヤ学者でありラビでもある。従兄弟に「"Neuhebräisches Wörterbuch"」の著者であるヤーコプ・レーヴィ（Jacob Levy）がいる。
シルトベルク（現：ポーランド領オスチェシュフ）生まれ、ギムナジウム、ブレスラウ・ユダヤ教神学院で学び、ブレスラウ大学で博士の学位を取得する。
1899年ラビの資格を得、フィレンツェのイタリア・ラビ大学 Collegio Rabbinico Italiano において聖書解釈とユダヤ教徒の歴史 Jewish history の講師として招かれる。
1902年から、ベルリン大学に設置されたユダヤ教科学高等学院 Lehranstalt für die Wissenschaft des Judentums / Berlin Hochschule für die Wissenschaft des Judentums （1869 / 1870, 講義の開始は1872- / ユダヤ教科学を確立しようとしたアーブラハム・ガイガー、イスラーエル・レーヴィ、ダーヴィト・カッセル、ハイマン・シュタインタールら創設 / ） のプリヴァートドツェント（私講師）となる。
その後アメリカに招かれる。

## 著作
- "Der Tractatus de Intellectus Emendatione und Seine Stellung Innerhalb der Philosophie Spinoza's", Breslau, 1898
- "In Commemorazione di S. D. Luzzatto", Firenze, 1901
- "Die Neueste Construction der Jüdischen Geschichte", Breslau, 1902.

## 記事のソース
- この記事にはパブリックドメインである次の文書本文が含まれる: Singer, Isidore [in 英語]; et al., eds. (1901–1906). "Elbogen, Ismar". The Jewish Encyclopedia. New York: Funk & Wagnalls.